# Hôtel de Feydeau de Brou
L'hôtel de Feydeau de Brou est un hôtel particulier situé au no 13 de la rue de l'Université dans le 7e arrondissement de Paris. Propriété de l'Institut d'études politiques de Paris, il a longtemps été le siège de l'École nationale d'administration avant que Sciences Po ne le récupère. Il est aujourd'hui relié par la cour intérieure et par un couloir souterrain à l'hôtel de l'Artillerie, également propriété de Sciences Po.

## Histoire

### Édification au XVIIIesiècle
L'hôtel est construit entre 1701 et 1702 pour Marie-Anne Voisin, veuve de Denys II Feydeau de Brou, président du Grand Conseil. Il sera habité par Paul-Esprit Feydeau de Brou, garde des Sceaux de France. Le chantier est mené par Jacques Goubert (alors âgé de 16 ans) pour le compte de son père, Thomas Gobert, architecte,,,. Le terrain sur lequel a été construit cet hôtel a été auparavant occupé par une manufacture de glaces ou encore une académie équestre ,.
L'ambassade de Venise s’y établit en 1772,,.

### Utilisations au XIXesiècle
Habité par Louis Auguste Victor de Ghaisne de Bourmont, maréchal de l'Empire, il est appelé hôtel de Bourmont en 1814.
Le service hydrographique du ministère de la Marine s'y installe en 1817. Le bâtiment sur rue est démoli en 1855, laissant place à un portail. Les deux ailes ainsi que le corps de logis sont conservés. L'hôtel est surélevé de deux étages en 1868. L'École des hautes études de la marine y est inaugurée le 1er décembre 1896. Le service déménage vers Brest en 1971.

### Campus de l'ENA et de Sciences Po depuis 1970
Dans les années 1970, un projet d'aménagement est conçu par l'architecte Gilbert Martin dans le but d'accueillir l'École nationale d'administration. En 1974, un immeuble de 5 étages avec sous-sol est construit côté jardin,. Les étudiants y feront leur première rentrée en 1979. L'hôtel est presque entièrement détruit à cette occasion, seuls sont conservés la cour, le portail et la façade.

## Description
Du côté de la rue de l'Université, on trouve un portail surmonté d'une corniche avec une frise à motifs floraux. Présence d'un mascaron au dessus de la porte cochère. On entre ensuite dans une cour bordée de deux ailes avec un corps de logis en fond de cour.

Côté jardin, on trouve à présent un bâtiment moderne de 5 étages.

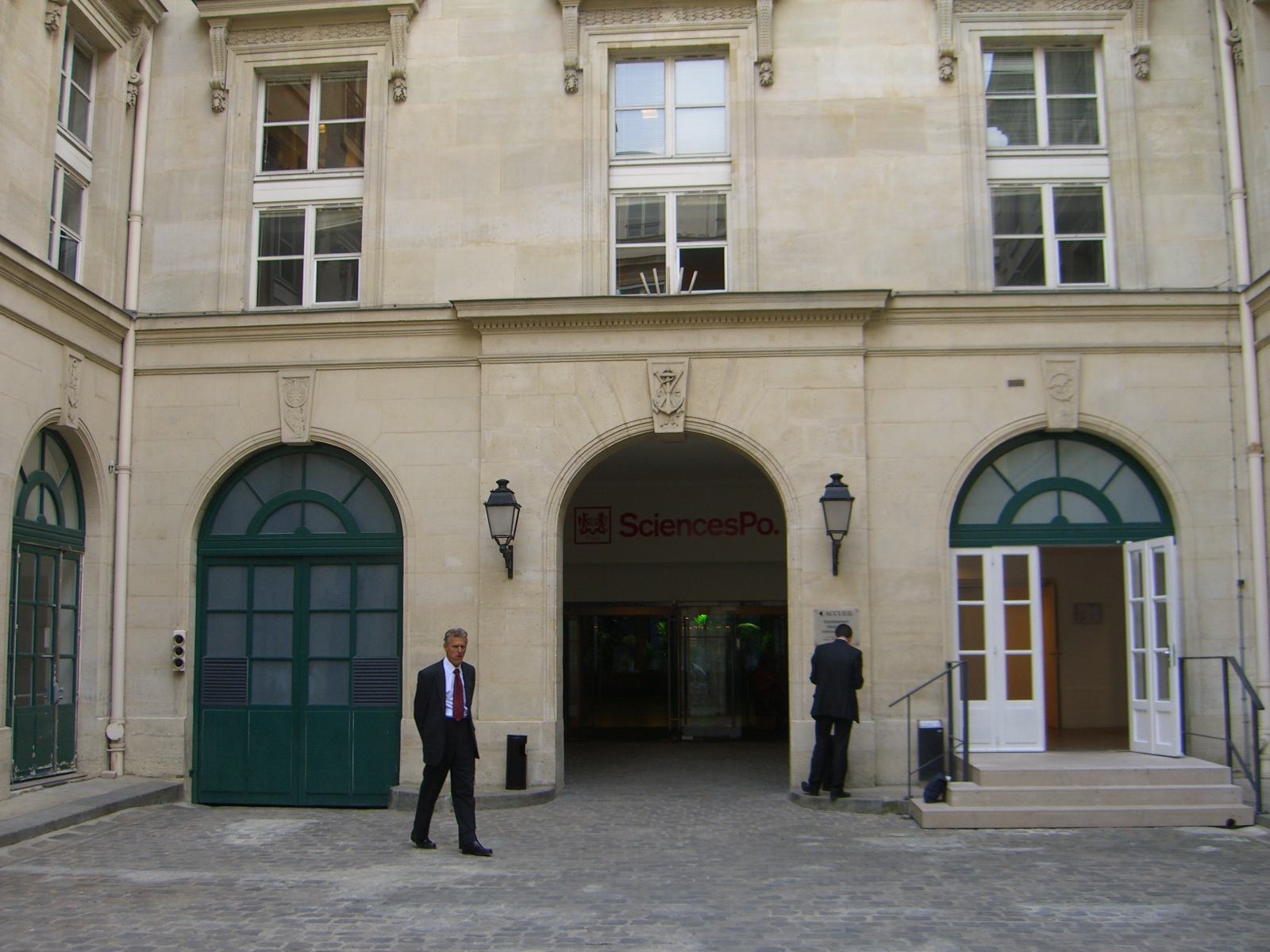
Cour intérieure de l'hôtel, façade avant du corps central.
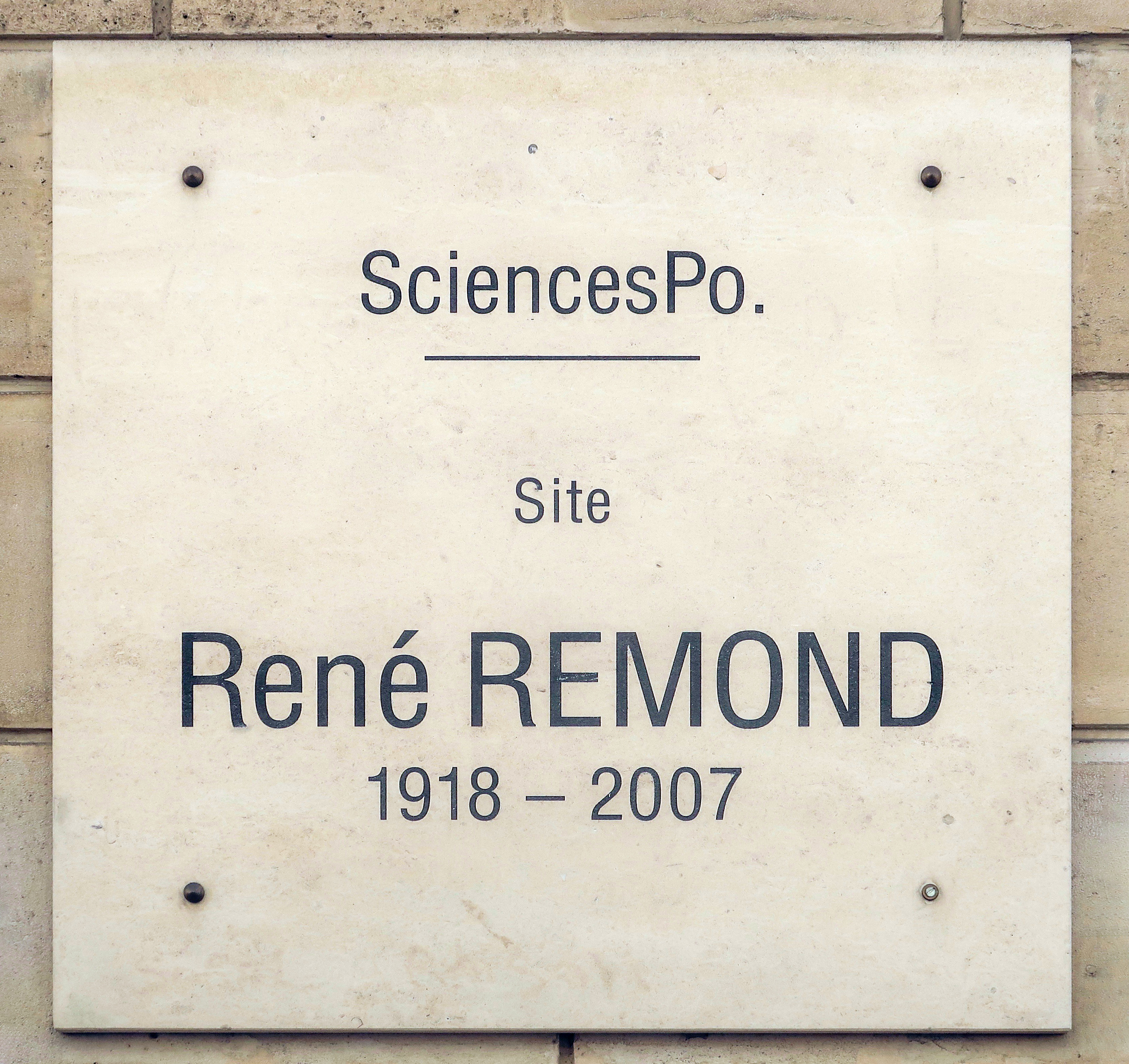
Plaque du Site René Remond de Sciences Po Paris.

## Dans la culture
L'hôtel apparaît, comme siège de l'ENA, dans le téléfilm L'École du pouvoir de Raoul Peck.